# Liga ARC 2011
La temporada 2011 de la Liga ARC es la sexta edición desde que se iniciara la competición de traineras organizada por la Asociación de Remo del Cantábrico en 2006. Se compone de dos grupos de 12 equipos cada uno. La temporada regular comenzó el 18 de junio en Luanco (Asturias) y terminó el 28 de agosto con regatas en Santoña (Cantabria) y Mundaca
(Vizcaya). Posteriormente, se disputaron los play-off para el ascenso a la Liga ACT y entre los dos grupos de la Liga ARC.

## Sistema de competición
La Liga ARC está dividida en 2 grupos cada uno de los cuales disputa un calendario de regatas propio. Al finalizar la liga regular y para decidir los ascensos y descensos entre la Liga ACT y los 2 grupos de la Liga ARC se disputan sendos play-off:
- Play-off de ascenso a Liga ACT: se disputan 2 plazas en la Liga ACT entre el penúltimo clasificado de dicha competición, ya que el último desciende directamente, los 2 primeros del Grupo 1 y los 2 primeros de la Liga LNT.
- Play-off entre grupos ARC: el campeón del Grupo 2 asciende directamente al Grupo 1 y la última plaza del Grupo 1 se disputa entre los dos últimos clasificados del Grupo 1 y el segundo y tercero del Grupo 2.

## Calendario
Las siguientes regatas están programadas para tener lugar en 2011.

### Grupo 1
| Orden | Regata                                        | Fecha        | Provincia |
| ----- | --------------------------------------------- | ------------ | --------- |
| 1     | XIV Bandera de La Rioja                       | 26 de junio  | La Rioja  |
| 2     | XXX Noble Villa de Portugalete                | 2 de julio   | Vizcaya   |
| 3     | XXXII Bandera Iltmo. Ayuntamiento de Santurce | 3 de julio   | Vizcaya   |
| 4     | IV Bandera Fiesta del Besugo-Orio Estilora    | 16 de julio  | Guipúzcoa |
| 5     | Bandera Donostiarra-Kaiarriba                 | 17 de julio  | Guipúzcoa |
| 6     | XXVI El Correo Ikurriña - BBK Sari Nagusia    | 24 de julio  | Vizcaya   |
| 7     | Algortako Portuzarra VIII Ikurriña            | 31 de julio  | Vizcaya   |
| 8     | II Bandera ARC                                | 6 de agosto  | Guipúzcoa |
| 9     | II Bandera de Zarautz                         | 13 de agosto | Guipúzcoa |
| 10    | XXIII Bandera de Plencia                      | 15 de agosto | Vizcaya   |
| 11    | XXXIV Villa de Bilbao                         | 20 de agosto | Vizcaya   |
| 12    | XVI Regata Promoción de Fuenterrabía          | 21 de agosto | Guipúzcoa |
| 13    | XXVIII Bandera Petronor                       | 27 de agosto | Vizcaya   |
| 14    | XLI Bandera Excmo. Ayuntamiento de Santoña    | 28 de agosto | Cantabria |

### Grupo 2
| Orden | Regata                                               | Fecha        | Provincia |
| ----- | ---------------------------------------------------- | ------------ | --------- |
| 1     | VII Bandera de Traineras de Gozón                    | 18 de junio  | Asturias  |
| 2     | Bandera IBERIA                                       | 25 de junio  | Vizcaya   |
| 3     | XXIV Bandera de Elantxobe                            | 26 de junio  | Vizcaya   |
| 4     | XXI Bandera de San Juan de Luz                       | 3 de julio   | Francia   |
| 5     | III Bandera Ciudad de Avilés                         | 9 de julio   | Asturias  |
| 6     | III Bandera Donostiarra                              | 16 de julio  | Guipúzcoa |
| 7     | XIV Bandera de Las Arenas                            | 23 de julio  | Vizcaya   |
| 8     | V Bandera de Hibaika                                 | 24 de julio  | Guipúzcoa |
| 9     | XXVII Bandera de Pasajes                             | 30 de julio  | Guipúzcoa |
| 10    | XVII Bandera de la Cofradía                          | 31 de julio  | Guipúzcoa |
| 11    | XXVII Bandera de Ondárroa                            | 6 de agosto  | Vizcaya   |
| 12    | II Bandera de Guetaria                               | 7 de agosto  | Guipúzcoa |
| 13    | XXXIX Bandera Ciudad de Castro-V Mem. Avelino Ibañez | 15 de agosto | Cantabria |
| 14    | XVIII Bandera Ría del Asón                           | 21 de agosto | Cantabria |
| 15    | XXIV Bandera de Erandio                              | 27 de agosto | Vizcaya   |
| 16    | XIII Bandera de Mundaca                              | 28 de agosto | Vizcaya   |

### Play-off de ascenso a Liga ACT
| Orden | Regata      | Fecha            | Provincia |
| ----- | ----------- | ---------------- | --------- |
| 1     | Bermeo      | 17 de septiembre | Vizcaya   |
| 2     | Portugalete | 18 de septiembre | Vizcaya   |

### Play-off San Miguel entre grupos
| Orden | Regata          | Fecha           | Localidad | Provincia |
| ----- | --------------- | --------------- | --------- | --------- |
| 1     | Prueba "En mar" | 3 de septiembre | Pasajes   | Guipúzcoa |
| 2     | Prueba "En ría" | 4 de septiembre | Colindres | Cantabria |

## Traineras participantes

### Grupo 1
| Equipo                    | Nombre de la Trainera | Localidad     | Provincia |
| ------------------------- | --------------------- | ------------- | --------- |
| Arkote                    | Plentzitarra          | Plencia       | Vizcaya   |
| Deusto-Tecuni-Bilbao      | Tomatera              | Bilbao        | Vizcaya   |
| Donostiarra               | Torrekua              | San Sebastián | Guipúzcoa |
| Getxo                     | Goizeko Izarra        | Guecho        | Vizcaya   |
| Hondarribia B-Orsa        | Ama Guadalupekoa      | Fuenterrabía  | Guipúzcoa |
| Lekittarra-BM             | Lekittarra            | Lequeitio     | Vizcaya   |
| Orio B-Grupo Eibar        | Txiki                 | Orio          | Guipúzcoa |
| Portugalete-Eulen         | Jarrillera            | Portugalete   | Vizcaya   |
| Santoña                   | Virgen del Puerto     | Santoña       | Cantabria |
| Santurtzi-Iberdrola       | Sotera                | Santurce      | Vizcaya   |
| Zarautz-Inmobiliaria Orio | Enbata                | Zarauz        | Guipúzcoa |
| Zierbena-BBGE             | Bahías de Bizkaia     | Ciérvana      | Vizcaya   |

### Grupo 2
| Equipo                          | Nombre de la Trainera | Localidad            | Provincia |
| ------------------------------- | --------------------- | -------------------- | --------- |
| Basturialdea-Elantxobe          | Artarri               | Elanchove            | Vizcaya   |
| Seat-Colindres                  | San Ginés             | Colindres            | Cantabria |
| Donostiarra B                   | Lugañen               | San Sebastián        | Guipúzcoa |
| Getaria-Viveros San Antón       | Esperantza            | Guetaria             | Guipúzcoa |
| Hibaika                         | Madalen               | Rentería             | Guipúzcoa |
| Luanco                          | Luanquina             | Luanco               | Asturias  |
| Lutxana                         | Erandiotarra          | Erandio              | Vizcaya   |
| Naturhouse-Mundaka              | Mundakarra            | Mundaca              | Vizcaya   |
| Ondarroa                        | Antiguako ama         | Ondárroa             | Vizcaya   |
| Raspas                          | Areatarra             | Las Arenas (Guecho)  | Vizcaya   |
| San Pedro B                     | Libia                 | Pasajes de San Pedro | Guipúzcoa |
| Trintxerpe-Funeraria Vascongada | Azkuene               | Pasajes              | Guipúzcoa |

### Equipos por provincia
| Provincia | Grupo | N. | Equipos                                                                                                   |
| --------- | ----- | -- | --- |
| Vizcaya   | 1     | 7  | Arkote, Deusto-Tecuni-Bilbao, Getxo, Lekittarra-BM, Portugalete-Eulen, Santurtzi-Iberdrola, Zierbena-BBGE |
| Vizcaya   | 2     | 5  | Basturialdea-Elantxobe, Lutxana, Naturhouse-Mundaka, Ondarroa, Raspas                                     |
| Vizcaya   | TOTAL | 12 | |
| Guipúzcoa | 1     | 4  | Donostiarra, Hondarribia B-Orsa, Orio B-Grupo Eibar, Zarautz-Inmobiliaria Orio                            |
| Guipúzcoa | 2     | 5  | Donostiarra B, Getaria-Viveros San Antón, Hibaika, San Pedro B, Trintxerpe-Funeraria Vascongada           |
| Guipúzcoa | TOTAL | 9  | |
| Cantabria | 1     | 1  | Santoña                                                                                                   |
| Cantabria | 2     | 1  | Seat-Colindres                                                                                            |
| Cantabria | TOTAL | 2  | |
| Asturias  | 1     | 0  | - |
| Asturias  | 2     | 1  | Luanco |
| Asturias  | TOTAL | 1  | |

### Ascensos y descensos
| Pos. | Descendidos de Liga ACT   |
| ---- | ------------------------- |
| 12.º | Zarautz-Inmobiliaria Orio |

| Pos.  | Ascendidos de Grupo 2 |
| ----- | --------------------- |
| 1.º   | Portugalete-Eulen     |
| Prom. | Santoña (2º)          |

| Pos.  | Descendidos de Grupo 1                |
| ----- | ------------------------------------- |
| Prom. | Basturialdea-Elantxobe (11º)          |
| Prom. | Trintxerpe-Funeraria Vascongada (12º) |

| Pos. | Clubes de Grupo 2 no inscritos |
| ---- | ------------------------------ |
| 3.º  | Zumaia-Altuna y Uria           |
| 9.º  | Zarautz B                      |
| 12.º | Castro                         |
| 13.º | Ciudad de Santander            |

     Ascenso directo.

     Ascenso después de play-off.

     Descenso directo ordinario.

     Descenso después de play-off.

     Descenso administrativo o desaparición.

## Clasificación
A continuación se recoge la clasificación en cada una de las regatas disputadas en cada grupo.

### Grupo 1
Los puntos se reparten entre los doce participantes en cada regata. 
| Posición | 1.º | 2.º | 3.º | 4.º | 5.º | 6.º | 7.º | 8.º | 9.º | 10.º | 11.º | 12.º |
| Puntos   | 12  | 11  | 10  | 9   | 8   | 7   | 6   | 5   | 4   | 3    | 2    | 1    |

| Pos. | Club                      | Trainera          | 1 RIO | 2 POR | 3 SAN | 4 BES | 5 DON | 6 COR | 7 ALG | 8 ARC | 9 ZAR | 10 PLE | 11 BIL | 12 HON | 13 PET | 14 SÑA | Puntos |
| ---- | ------------------------- | ----------------- | ----- | ----- | ----- | ----- | ----- | ----- | ----- | ----- | ----- | ------ | ------ | ------ | ------ | ------ | ------ |
| 1    | Portugalete-Eulen         | Jarrillera        | 1     | 1     | 1     | 1     | 3     | 1     | 2     | 4     | 1     | 2      | 1      | 1      | 1      | 1      | 161    |
| 2    | Zierbena-BBGE             | Bahías de Bizkaia | 2     | 2     | 2     | 2     | 2     | 2     | 3     | 3     | 5     | 1      | 3      | 2      | 3      | 7      | 143    |
| 3    | Lekittarra-BM             | Lekittarra        | 4     | 3     | 3     | 3     | 1     | 4     | 4     | 2     | 3     | 4      | 5      | 3      | 2      | 2      | 139    |
| 4    | Donostiarra               | Torrekua          | 7     | 4     | 5     | 5     | 4     | 7     | 6     | 5     | 4     | 5      | 2      | 5      | 4      | 6      | 113    |
| 5    | Zarautz-Inmobiliaria Orio | Enbata            | 6     | 6     | 7     | 6     | 5     | 3     | 5     | 8     | 6     | 3      | 4      | 4      | 5      | 5      | 109    |
| 6    | Santurtzi-Iberdrola       | Sotera            | 3     | 5     | 4     | 4     | 7     | 5     | 1     | 7     | 2     | Ret    | 8      | 6      | 8      | 8      | 101    |
| 7    | Deusto-Tecuni-Bilbao      | Tomatera          | 9     | 9     | 9     | 8     | 6     | 6     | 10    | 1     | 8     | 7      | 11     | 8      | 6      | 4      | 80     |
| 8    | Santoña                   | Virgen del Puerto | 10    | 7     | 6     | 7     | 8     | 9     | 7     | 11    | 9     | 9      | 6      | 7      | 10     | 3      | 73     |
| 9    | Hondarribia B-Orsa        | Ama Guadalupekoa  | 5     | 8     | 8     | 9     | 10    | 8     | 9     | 12    | 7     | 6      | 7      | 9      | 7      | 11     | 66     |
| 10   | Orio-Grupo Eibar          | Txiki             | 8     | 10    | 11    | 10    | 11    | 10    | 8     | 6     | 10    | 8      | 9      | 10     | 9      | 10     | 52     |
| 11   | Getxo                     | Goizeko Izarra    | 11    | 12    | 10    | 12    | 12    | 12    | 11    | 9     | 11    | 10     | 10     | DSQ    | 11     | 12     | 27     |
| 12   | Arkote                    | Plentzitarra      | 12    | 11    | 12    | 11    | 9     | 11    | 12    | 10    | 12    | 11     | 12     | 11     | 12     | 9      | 27     |

| Color   | Resultado           |
| ------- | ------------------- |
| Oro     | Ganador             |
| Plata   | Segundo             |
| Bronce  | Tercero             |
| Verde   | Puntuó              |
| Violeta | Ret - No terminó    |
| Negro   | DSQ - Descalificado |